# Punt de mitja

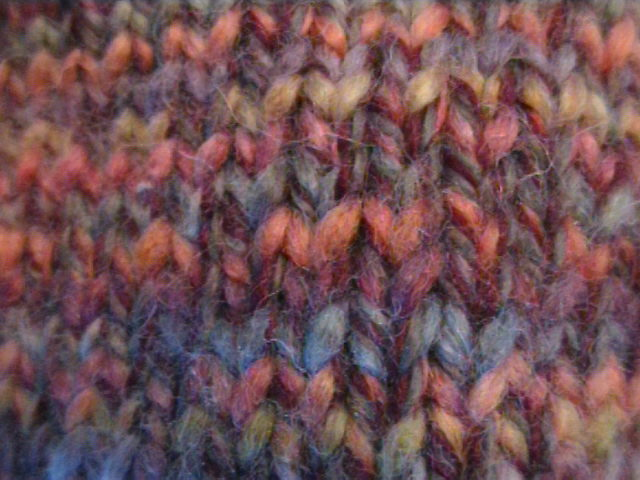
Punt de mitja.

El punt de mitja o punt de calça és un mètode mil·lenari que s'utilitza per a teixir amb llana, encara que poden utilitzar-se també d'altres materials com el fil de cotó. S'utilitzen les expressions fer mitja, fer calça, labors de punt, teixit de llana, teixit a dues agulles (pel tipus especial que s'usa, denominat agulles de punt), tricot, o tricotat.
Fer punt de mitja consisteix a donar una sèrie de bagues (anomenades punts), unides entre elles de manera que constitueixin una malla.
Per al punt s'utilitzen, habitualment, dues llargues agulles amb les quals es condueix el fil de llana per donar forma a la baga. El gruix (o diàmetre) de les agulles determina la mida del punt i, amb ell, l'espessor de la malla o teixit resultant.

## Tricoteuses

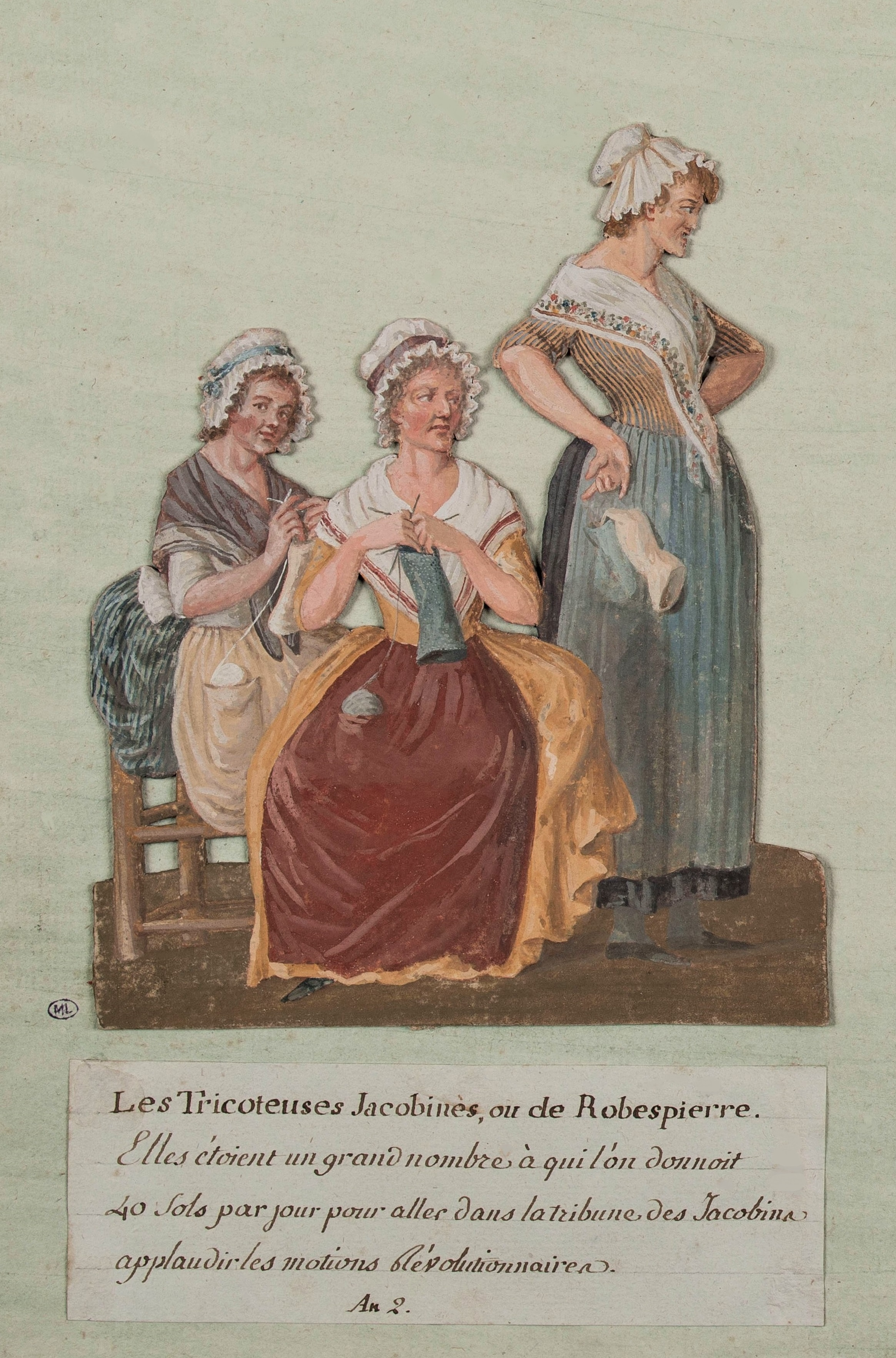
Tricoteuses (1793).

Les tricoteuses van ser uns personatges de la Revolució francesa: les dones que presenciaven les execucions a la guillotina, caracteritzades per fer punt de mitja mentre esperaven.

## Tricotoses
Existeixen màquines tricotadores, diferents de les màquines de cosir i dels telers. La seva invenció es remunta a 1808. La tricotosa circular d'agulla de premsa és de l'any 1906.